# Kreis Szentendre
Der Kreis Szentendre (Kreis Sankt Andrä; ungarisch Szentendrei járás) ist ein Kreis im Norden des zentralungarischen Komitats Pest. Im Norden und Osten bildet die Donau (ungarisch Duna) die Grenze zu den Kreisen Szob, Vác und Dunakeszi. Im Südwesten grenzt der Kreis Szentendre an den Kreis Pilisvörösvár, im Westen an den Kreis Esztergom vom Komitat Komárom-Esztergom. Im Süden wird die Landeshauptstadt Budapest auf etwa neun Kilometer tangiert.

## Geschichte
Der Kreis ging während der ungarischen Verwaltungsreform Anfang 2013 unverändert als Nachfolger des gleichnamigen Kleingebiets (ungarisch Szentendrei kistérség) hervor.

## Gemeindeübersicht
Der Kreis Szentendre hat eine durchschnittliche Gemeindegröße von 6.088 Einwohnern auf einer Fläche von 25,12 Quadratkilometern. Die Bevölkerungsdichte liegt über dem Komitatswert. Der Kreissitz befindet sich in der größten Stadt, Szentendre, im Südosten des Kreises gelegen.
| 13 Gemeinden      | Status       | Herkunft Kleingebiet | Einwohnerzahl | Einwohnerzahl | Einwohnerzahl | Fläche (km²) | Bevölkerungs- dichte (Ew./km²) |
| 13 Gemeinden      | Status       | Herkunft Kleingebiet | 01.10.2011    | 01.01.2013    | 01.01.2016    | 01.01.2016   | Bevölkerungs- dichte (Ew./km²) |
| ----------------- | ------------ | -------------------- | ------------- | ------------- | ------------- | ------------ | ------------------------------ |
| Budakalász        | Stadt        | Szentendre           | 10.619        | 10.450        | 10.673        | 15,17        | 703,6                          |
| Csobánka          | Gemeinde     | Szentendre           | 3.153         | 3.178         | 3.206         | 22,76        | 140,9                          |
| Dunabogdány       | Gemeinde     | Szentendre           | 3.037         | 3.113         | 3.105         | 25,50        | 121,8                          |
| Kisoroszi         | Gemeinde     | Szentendre           | 927           | 946           | 943           | 10,94        | 86,2                           |
| Leányfalu         | Großgemeinde | Szentendre           | 3.385         | 3.483         | 3.557         | 15,37        | 231,4                          |
| Pilisszentkereszt | Gemeinde     | Szentendre           | 2.259         | 2.193         | 2.114         | 17,21        | 122,8                          |
| Pilisszentlászló  | Gemeinde     | Szentendre           | 1.223         | 1.193         | 1.161         | 17,75        | 65,4                           |
| Pócsmegyer        | Gemeinde     | Szentendre           | 1.859         | 1.919         | 2.047         | 13,08        | 156,5                          |
| Pomáz             | Stadt        | Szentendre           | 16.622        | 16.445        | 16.764        | 49,03        | 341,9                          |
| Szentendre        | Stadt        | Szentendre           | 25.310        | 25.274        | 25.802        | 43,82        | 588,8                          |
| Szigetmonostor    | Gemeinde     | Szentendre           | 2.202         | 2.235         | 2.345         | 23,51        | 99,7                           |
| Tahitótfalu       | Gemeinde     | Szentendre           | 5.488         | 5.496         | 5.585         | 39,17        | 142,6                          |
| Visegrád          | Stadt        | Szentendre           | 1.718         | 1.795         | 1.842         | 33,27        | 55,4                           |
| Kreis Szentendre  |              |                      | 77.802        | 77.720        | 79.144        | 326,58       | 242,3                          |